# Mixcoac (estación)
Mixcoac es una de las estaciones que forman parte del Metro de la Ciudad de México, es la correspondencia de la Línea 7 y la Línea 12, siendo la terminal provisional poniente de esta última. Se ubica al sur de la Ciudad de México, en la alcaldía Benito Juárez.

## Información general
El ícono de la estación representa a una serpiente, haciendo alusión a la etimología del nombre náhuatl de la zona: Mixcoac o Mixcoatl, "mishtli" o "mixtli" nube, "coatl" serpiente, culebra o víbora y "c" en. Entonces quiere decir "en la Serpiente de Nubes", "Víbora en la nube" o "Lugar de la Nube de Serpiente". El concepto de serpiente de nubes, hace alusión a la Vía Láctea y al dios Mixcóatl dentro de la cosmovisión mexica-nahuatlaca.

## Historia
La estación de la Línea 12 permaneció cerrada desde el 4 de mayo de 2021 hasta el 15 de enero de 2023 por seguridad, debido a un desplome que ocurrió en la interestación Tezonco-Olivos con dirección a Tláhuac y que dejara un saldo de 27 fallecidos y 80 heridos.
Actualmente Mixcoac es la terminal provisional poniente de la Línea 12, debido a que se sigue construyendo (desde 2016) la ampliación de dicha línea que conectará a la Línea 1 en 2 nuevas estaciones y 1 nueva terminal en Observatorio.

## Afluencia
En 2021, Mixcoac se convirtió en la novena estación menos utilizada de la red, al registrar una afluencia de tan solo 1,900 pasajeros que utilizaron esta estación a diario en su correspondencia con la Línea 12. 
Un factor importante a su baja afluencia en Línea 12, se debió al cierre de la Línea, debido al desplome entre la interestación Olivos-Tezonco que ocurrió el 3 de mayo de 2021, cerrando por seguridad toda la línea. Razón por la cual los números de pasajeros en el 2021, solo se contabilizaron hasta 3 de mayo de 2021.
La siguiente tabla presenta la afluencia de la estación en el año 2014, organizados en días laborales, fines de semana y días festivos.
| Día           | Afluencia promedio |
| ------------- | ------------------ |
| Día laboral   | 11,481             |
| Fin de semana | 5,360              |
| Día festivo   | 3,573              |

Las siguientes tablas muestran la afluencia de la estación (por línea) en los últimos 10 años:
| Afluencia Anual de Pasajeros (Línea 7) | Afluencia Anual de Pasajeros (Línea 7) | Afluencia Anual de Pasajeros (Línea 7) | Afluencia Anual de Pasajeros (Línea 7) | Afluencia Anual de Pasajeros (Línea 7) | Afluencia Anual de Pasajeros (Línea 7) |
| -------------------------------------- | -------------------------------------- | -------------------------------------- | -------------------------------------- | -------------------------------------- | -------------------------------------- |
| Año                                    | Afluencia                              | A Diario                               | Ranking                                | Incremento                             | Ref.                                   |
| 2023                                   | 6,688,293                              | 18,324                                 | 66°/187                                | -14.77%                                | [ 8 ]                                  |
| 2022                                   | 7,847,048                              | 21,498                                 | 36°/175                                | +31.71%                                | [ 9 ]                                  |
| 2021                                   | 5,957,730                              | 16,322                                 | 35°/195                                | +22.39%                                | [ 10 ]                                 |
| 2020                                   | 4,867,903                              | 13,300                                 | 61°/195                                | -39.71%                                | [ 11 ]                                 |
| 2019                                   | 8,073,781                              | 22,119                                 | 74°/195                                | -4.67%                                 | [ 12 ]                                 |
| 2018                                   | 8,469,708                              | 23,204                                 | 67°/195                                | +1.87%                                 | [ 13 ]                                 |
| 2017                                   | 8,314,411                              | 22,779                                 | 66°/195                                | -0.50%                                 | [ 14 ]                                 |
| 2016                                   | 8,356,587                              | 22,832                                 | 77°/195                                | +1.17%                                 | [ 15 ]                                 |
| 2015                                   | 8,260,339                              | 22,631                                 | 75°/195                                | +6.51%                                 | [ 16 ]                                 |
| 2014                                   | 7,755,298                              | 21,247                                 | 84°/195                                | -6.67%                                 | [ 17 ]                                 |

| Afluencia Anual de Pasajeros (Línea 12) | Afluencia Anual de Pasajeros (Línea 12) | Afluencia Anual de Pasajeros (Línea 12) | Afluencia Anual de Pasajeros (Línea 12) | Afluencia Anual de Pasajeros (Línea 12) | Afluencia Anual de Pasajeros (Línea 12) |
| --------------------------------------- | --------------------------------------- | --------------------------------------- | --------------------------------------- | --------------------------------------- | --------------------------------------- |
| Año                                     | Afluencia                               | A Diario                                | Ranking                                 | Incremento                              | Ref.                                    |
| 2023                                    | 3,284,195                               | 8,997                                   | 126°/187                                | X                                       | [ 8 ]                                   |
| 2022                                    | 0                                       | 0                                       | X                                       | -100.00%                                | [ 9 ]                                   |
| 2021                                    | 693,814                                 | 1,900                                   | 186°/195                                | -76.21%                                 | [ 10 ]                                  |
| 2020                                    | 2,916,713                               | 7,969                                   | 120°/195                                | -51.03%                                 | [ 18 ]                                  |
| 2019                                    | 5,956,326                               | 16,318                                  | 111°/195                                | +3.15%                                  | [ 12 ]                                  |
| 2018                                    | 5,774,280                               | 7,844                                   | 113°/195                                | +4.83%                                  | [ 19 ]                                  |
| 2017                                    | 5,508,039                               | 15,090                                  | 116°/195                                | +11.81%                                 | [ 14 ]                                  |
| 2016                                    | 4,926,393                               | 13,460                                  | 126°/195                                | +15.10%                                 | [ 15 ]                                  |
| 2015                                    | 4,280,100                               | 11,726                                  | 130°/195                                | +5.77%                                  | [ 16 ]                                  |
| 2014                                    | 4,046,498                               | 11,086                                  | 132°/195                                | +4.09%                                  | [ 17 ]                                  |

## Conectividad

### Salidas
- Por línea 7 al oriente: Circuito Interior Avenida Revolución entre Eje 7 Sur Avenida Extremadura y Calle Empresa, Colonia Insurgentes-Mixcoac.
- Por línea 7 al poniente: Circuito Interior Avenida Revolución entre Calle Andrea del Sarto y Eje 7 Sur Avenida Benvenuto Cellini (entrada al CETRAM), Colonia Mixcoac.
- Por línea 12: Eje 7 Sur Avenida Extremadura entre Circuito Interior Avenida Patriotismo y Calle Donatello, Colonia Insurgentes-Mixcoac.
- Por línea 12: Eje 7 Sur Avenida Extremadura entre Circuito Interior Avenida Patriotismo y Calle Empresa, Colonia Insurgentes-Mixcoac (2 salidas).

### Conexiones
Existen conexiones con las estaciones y paradas de diversos sistemas de transporte:
Centro y Estaciones de Transferencia Multimodal (CETRAM)
- CETRAM Mixcoac.

‘Servicio de Transportes Eléctricos de la Ciudad de México’
- Línea 3 del Trolebús de la Ciudad de México (Mixcoac / Mueso de Transportes Eléctricos):
  - Mixcoac.

‘Red de Transporte de Pasajeros de la Ciudad de México’
- Módulo 1 Alcaldía Cuajimalpa:
  - Ruta 112: (Ampliación Jalalpa-Tacubaya "Av. Jalisco").
  - Ruta 116 (Santa Rosa Xochiac-Mixcoac).
  - Ruta 119-B (Presidentes-Mixcoac)
  - Ruta 124 (Puerta Grande-Mixcoac).
  - Ruta 124-A (Ampliación Tepeaca-Mixcoac).

- Módulo 2 Alcaldía Xochimilco I:
  - Ruta 13-A (Parque México "Metro Chapultepec"-Pedregal de San Nicolás / Torres de Padierna).
- Módulo 4 Alcaldía Iztapalapa:
  - Ruta 1-D (Mixcoac - Santa Martha).

- Módulo 6 Alcaldía Gustavo A. Madero II:
  - Ruta 200 (Circuito Bicentenario).

- Módulo 7 Alcaldía Azcapotzalco:
  - Ruta 200 (Circuito Bicentenario)

Corredores Concesionados
- Corredor 21: Chapultepec-San Ángel (COREVSA) (Chapultepec "Por Mazatlán"-San Ángel / Observatorio-Clínica 4 y 8).

## Sitios de interés
- Zona arqueológica de Mixcoac
- Museo del Metro de la Ciudad de México